# Claudia Piñeiro

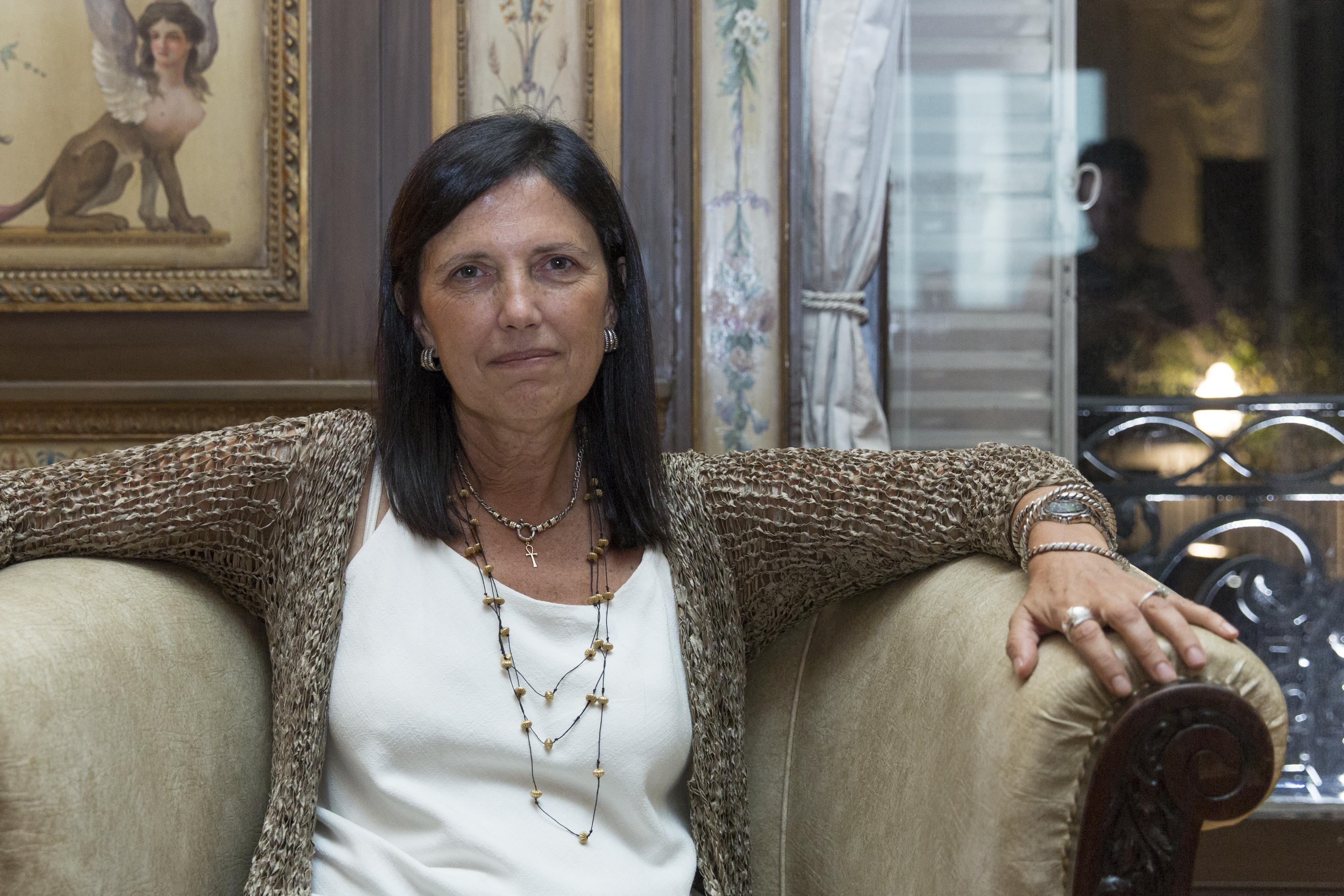
Claudia Piñeiro en 2018

Claudia Piñeiro (Burzaco, provincia de Buenos Aires, 10 de abril de 1960) es una escritora, guionista de televisión, dramaturga y contadora argentina.

## Biografía
En 1978, al finalizar sus estudios secundarios en el Colegio San José de Burzaco, decide inscribirse en la carrera de Sociología de la UBA, pero la última dictadura cívico-militar argentina (instaurada como corolario del golpe de Estado perpetrado el 24 de marzo de 1976) había cerrado el ingreso a las carreras que consideraba "sospechosas". Es por ello que rinde el examen de ingreso a la Facultad de Ciencias Económicas (de la misma universidad) y al Profesorado de Matemática. Entra en Ciencias Económicas, en la carrera de Contadora Pública. En 1983 se recibe de contadora en la Universidad de Buenos Aires, profesión que ejerce durante diez años antes de dedicarse a la escritura.
Su primera novela publicada fue una juvenil, Un ladrón entre nosotros, en 2004 —también año de su primer estreno teatral: Cuánto vale una heladera—, la que al siguiente ganó el galardón que otorgaba el Grupo Editorial Norma de Colombia, aunque la primera que escribió data de 1991: El secreto de las rubias, que no se publicó a pesar de haber quedado entre las diez finalistas del Premio La Sonrisa Vertical (con anterioridad sí había editado otro libro infantil, Serafín, el escritor y la bruja, en 2010, pero difícilmente puede catalogarse de novela). En 2005 obtuvo asimismo el Premio Clarín de Novela por Las viudas de los jueves, distinción a la que han seguido otras.
Cuatro años después, el director Marcelo Piñeyro realizó una adaptación para cine de Las viudas de los jueves con el mismo nombre. Poco después, Alejandro Doria (1936-2009) comenzó la preproducción de la película basada en la novela de Piñeiro, Tuya, pero su inesperada muerte le impidió realizarla; en 2011, Piñeiro declaró que una adaptación de esa novela podría filmarse en Alemania. El filme Tuya fue finalmente rodado y estrenado en 2015 con dirección y adaptación de guion de Edgardo González Amer y los protagónicos de Juanita Viale, Jorge Marrale y Andrea Pietra. La adaptación es una versión casi literal de la novela.

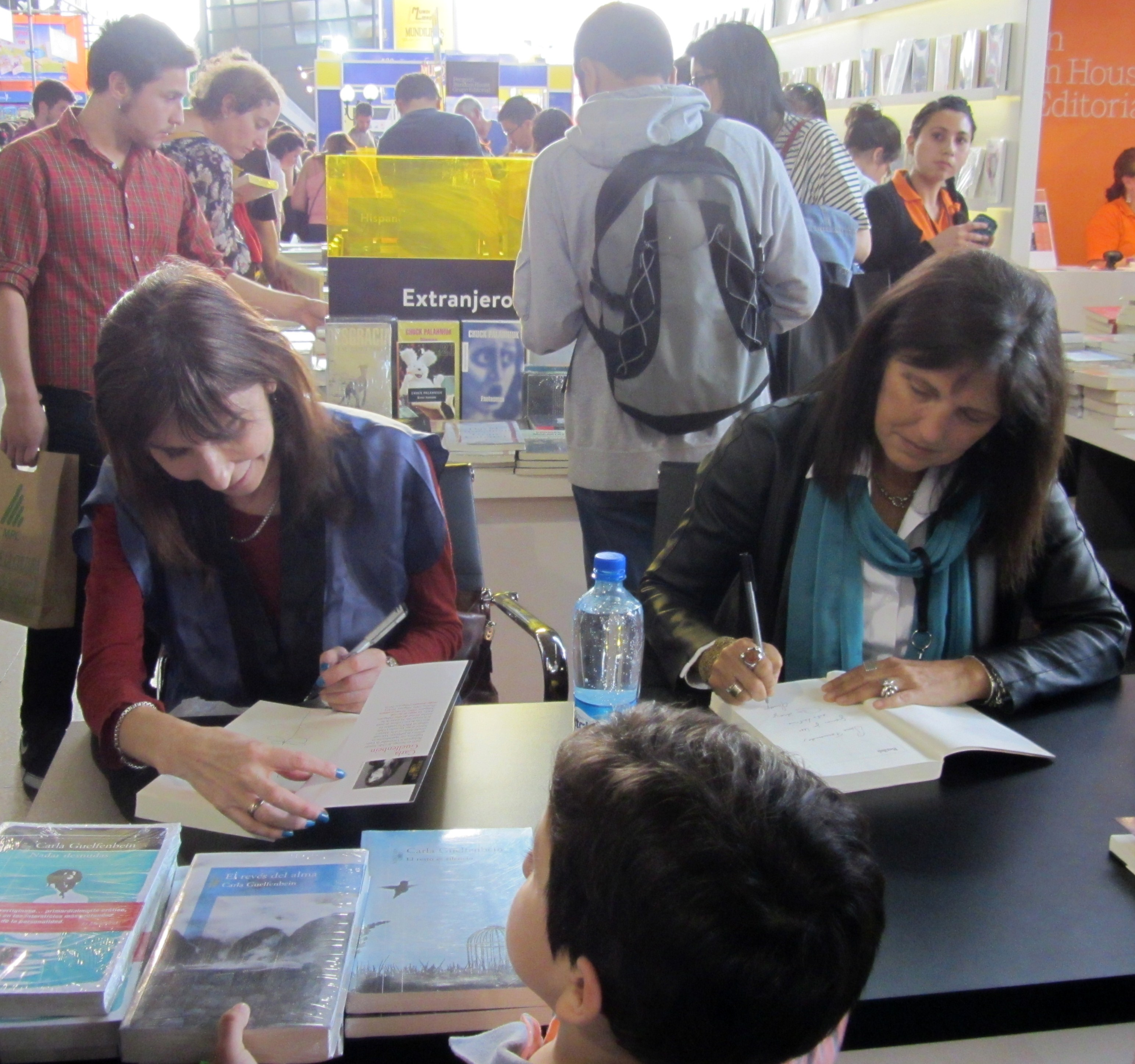
Piñeiro firma sus libros junto a la escritora chilena Carla Guelfenbein

En 2011, Piñeiro publicó Betibú, que fue llevada a la pantalla grande en 2014, dirigida por Miguel Cohan y protagonizada por Mercedes Morán, Daniel Fanego y Alberto Ammann.
La película Las grietas de Jara, basada en su novela homónima, fue estrenada en 2018. Esta coproducción de Argentina y España fue dirigida por el hijo de su pareja, Nicolás Gil Lavedra. El guion fue coescrito por Gil y los personajes protagónicos son interpretados por Oscar Martínez y Joaquín Furriel.
Las obras de Piñeiro se han traducido a varios idiomas. 
En una entrevista publicada en la Revista Ñ, del diario Clarín cuenta en 2005, cómo empezó su carrera de escritora:

En 1991, estaba trabajando de gerente administrativa en una empresa que tenía una sucursal en San Pablo. Tenía que viajar para hacer la auditoría de los tornillos con los que se hacían unos compresores de aire; una cosa tremendamente aburrida. Yo iba en el avión, supongo que iba llorando, y leo en un recuadro muy chiquito en el diario el llamado a concurso de 'La sonrisa vertical', el certamen de la editorial Tusquets. Yo ni siquiera sabía que se trataba de un concurso de literatura erótica. Lo único que pensé fue: 'Vuelvo y me pido vacaciones y escribo una novela para esto, porque si no, yo me voy a quebrar'. La novela se llamaba El secreto de las rubias y quedó entre las diez finalistas, aunque luego no se publicó. Me di cuenta de que escribir era algo demasiado fuerte y, aunque siempre escribí, ya no podía postergarlo. Apareció como un salvavidas que me tiraron en ese momento.
Claudia Piñeiro

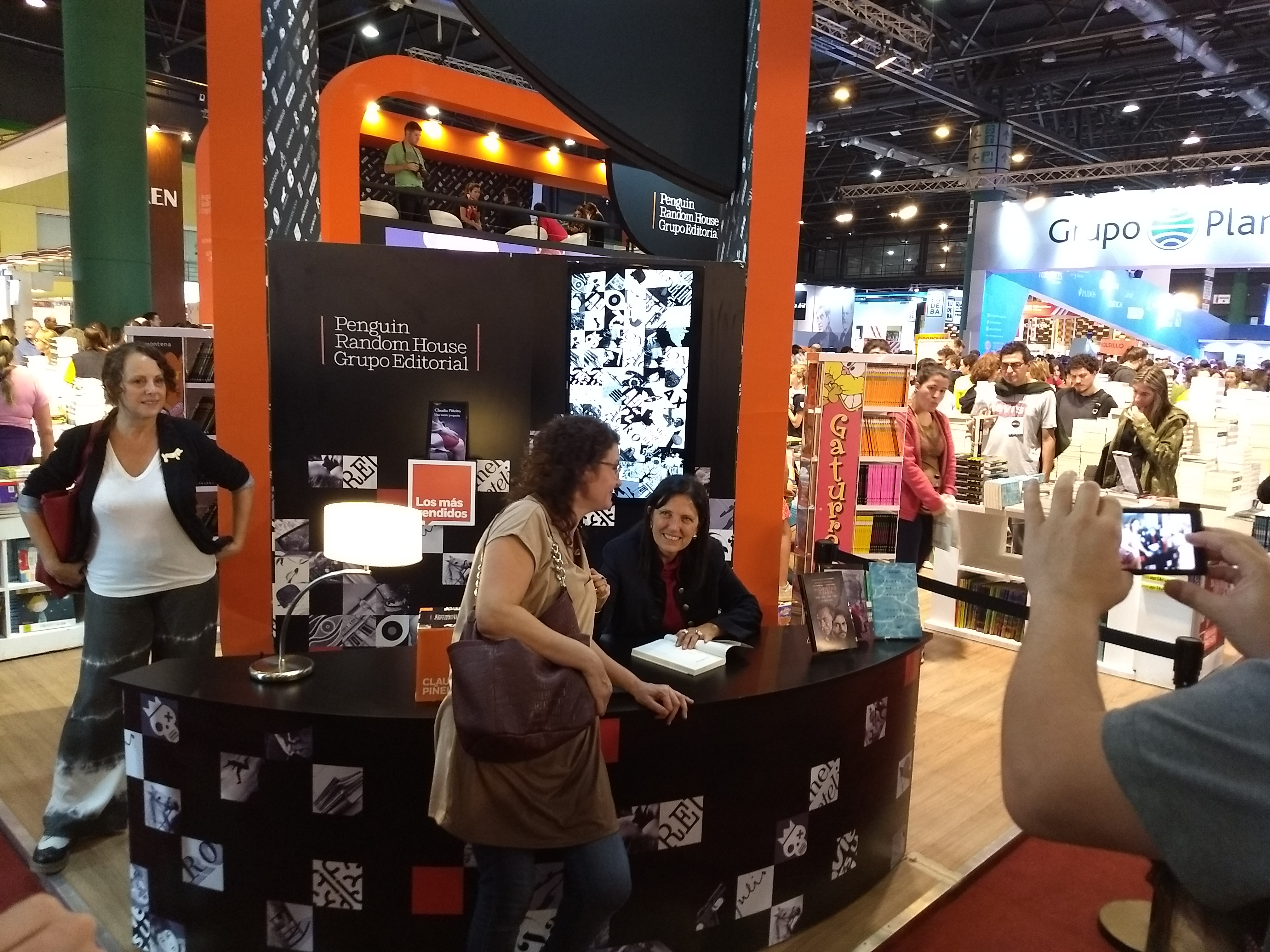
Claudia Piñeiro en la Feria del Libro de Buenos Aires

Sobre su novela "Una suerte pequeña", dijo en una entrevista en julio de 2015 a Ciudad Equis, de La Voz del Interior, que ella pondría como común denominador de sus obras el suspenso.

Me gusta manejarlo, ir llevando al lector para que me acompañe en esta historia que quiero contar. Es una suerte de homenaje a la narración oral. Hay gente que cuenta algo más o menos interesante, y uno escucha atento, esperando a que llegue al final. Me gusta ese tipo de relato, en el que uno cuenta una historia y el otro espera que sigas. Puede pasar en un policial, o, también, en una novela psicológica como ésta. Me gusta dosificar la información, usando un lenguaje de determinada manera, para que el otro me quiera acompañar en esa historia que estoy contando.
Claudia Piñeiro

En octubre de 2018, presentó su libro Quién no que reúne un conjunto de cuentos que, "como breves escenas cotidianas, abordan situaciones en las que todos podemos sentirnos reconocidos. Algunas son rarezas que pasan inadvertidas, pequeñas obsesiones que hacen su juego en medio de la rutina de los días; otras pueden llevar al crimen, pero siempre anidan en lo más secreto de las personas".
En 2022, publicó El tiempo de las moscas, novela negra en la que retoma el personaje de Inés, la protagonista de Tuya, un relato criminal en el que denuncia las injusticias sociales, especialmente las que atañen a las mujeres.
Escribe una columna titulada «Los jueves de Claudia Piñeiro» en el Suplemento Literario Télam de la agencia de noticias del mismo nombre.
Piñeiro tiene tres hijos. Ha intervenido públicamente en apoyo del derecho al aborto.
En 2020, participó de la miniserie documental Carmel ¿quién mató a María Marta?, analizando el Caso García Belsunce. El 13 de agosto de 2021, Netflix estrenó la serie argentina El Reino, un controvertido thriller político creado y escrito por Piñeiro junto a Marcelo Piñeyro, y protagonizado por Diego Peretti, Nancy Dupláa y Chino Darín.

## Obras

### Novelas
- 2005: Tuya
- 2005: Las viudas de los jueves
- 2007: Elena sabe
- 2009: Las grietas de Jara
- 2011: Betibú[19]
- 2013: Un comunista en calzoncillos
- 2015: Una suerte pequeña[20]
- 2017: Las maldiciones[21]
- 2020: Catedrales[22]
- 2022: El tiempo de las moscas[23]
- 2025: La muerte Ajena

### Literatura infantil
- 2000: Serafín, el escritor y la bruja
- 2004: Un ladrón entre nosotros
- 2010: El fantasma de las invasiones inglesas

### Cuentos
- 2018: Quién no
- 2019: Lady Trópico —publicado en Hombres (y algunas mujeres), Revista Zenda, 2019—

### Teatro
- 2004: Cuánto vale una heladera (publicado en la antología 2002-2004 del ciclo Teatro X la identidad)
- 2006: Un mismo árbol verde
- 2007: Verona (publicado en la antología de Teatro de Humor de Zapala)
- 2008: Morite, gordo
- 2009: Tres viejas plumas
- 2021: Cuánto vale una heladera y otros textos de teatro

### No ficción
- 2024: Escribir un silencio

### Adaptaciones
Su novela “Las Grietas de Jara” fue adaptada a una película por el mismo nombre en el 2018, disponible en Prime Video de Amazon. Asimismo, su novela “Elena Sabe” fue adaptada a una película, estrenada en Netflix en 2023.

## Premios
- Finalista del Premio La Sonrisa Vertical 1991 de (Tusquets Editores) por "las gordas de las rubias".
- Premio Pléyade 1992 de la Asociación Argentina de Editores de Revistas, a la mejor nota periodística publicada ese año en revistas femeninas.
- Seleccionada para el Concurso de Editorial Edebé de Barcelona por la obra infantil "Serafín, el escritor y la bruja".
- Finalista del Premio Planeta Argentina 2003 por la novela "Tuya".
- Premio Latinoamericano de Literatura Infantil y Juvenil 2005 (convocado por el Grupo Editorial Norma y la Fundación para el Fomento de la Lectura (Fundalectura) de Colombia) por "Un ladrón entre nosotros".
- Premio Clarín de Novela 2005 por "Las viudas de los jueves".
- 2.° mención especial del Premio Emilia 2006[25] por su obra "Verona", en el "Concurso Nacional de Teatro de Humor" de la Biblioteca Teatral Hueney, Zapala.
- Premio ACE 2007 a la mejor obra de autor nacional por "Un mismo árbol verde".
- Premio Literaturpreis der Schwulen Buchläden (LiBeraturpreis) 2010 por su obra "Elena sabe".
- Premio Sor Juana Inés de la Cruz 2010 por "Las grietas de Jara"[26]
- Ciudadana ilustre de la Ciudad Autónoma de Buenos Aires otorgado por la Legislatura de la Ciudad Autónoma de Buenos Aires. 2019.[27]
- XIV Premio Pepe Carvalho de novela negra 2019, por ser un "referente ético y literario para las letras de su país y fuera de él".[28]
- Premio Dashiell Hammett de la Asociación Internacional de Escritores Policíacos entregado durante la Semana Negra de Gijón en la edición de 2021 por su obra "Catedrales".[29]
- Finalista del premio Booker Prize por «Elena sabe» en 2022.
- Premio Tormo Negro Masfarné 2022 por su libro Catedrales.[30]
- Premio Konex 2024 Letras - Novelaː Período 2014-2017. Diploma al mérito.[31]